# ボヴァリー夫人 (2014年の映画)
『ボヴァリー夫人』（原題:Madame Bovary）は2014年に公開されたアメリカ合衆国・ドイツ・ベルギー合作のドラマ映画である。監督はソフィー・バルテス、主演はミア・ワシコウスカが務めた。本作はギュスターヴ・フローベールが1856年に発表した小説『ボヴァリー夫人』を原作としている。

## 概略
18歳のエマは父親の薦めで医者のシャルルと結婚することになった。ところが、田舎町での生活は退屈極まるものであり、エマが思い描いていた楽しい日常とはほど遠いものであった。しかも、シャルルは仕事熱心なあまりエマを気にかけようとしなかった。そんなある日、エマはレストランの店員（レオン）から言い寄られ、満更でもない気分になったが、結局は金持ちの侯爵と不倫することにした。侯爵との関係を通して華やかな世界を垣間見たエマは「自分もあの世界の一員になりたい」という思いを強くし、借金をしてまで彼らと同じ服装をするようになった。これが原因でエマは転落することになる。

## キャスト
- ミア・ワシコウスカ - エマ・ボヴァリー
- ヘンリー・ロイド＝ヒューズ - シャルル・ボヴァリー
- エズラ・ミラー - レオン・デュピュイ
- ポール・ジアマッティ - オメー
- リス・エヴァンス - ルウルー
- ローガン・マーシャル＝グリーン - 侯爵（原作のロドルフ・ブーランジェに相当する役柄）
- オリヴィエ・グルメ - ルオー
- ローラ・カーマイケル - アンリエット

## 製作
2012年3月30日、ミア・ワシコウスカが本作に出演するとの報道があった。5月10日、エズラ・ミラーの出演が決まったと報じられた。10月、リス・エヴァンスが起用された。2013年9月30日、ローガン・マーシャル＝グリーン、ローラ・カーマイケル、オリヴィエ・グルメがキャスト入りした。同月、本作の主要撮影がフランスのノルマンディーで始まった。2015年6月12日、オーガスト・レコーディングスが本作のサウンドトラックを発売した。

## マーケティング・興行収入
2013年10月31日、本作の劇中写真が初めて公開された。2014年8月30日、本作はテルライド映画祭でプレミア上映された。9月9日、ミレニアム・エンターテインメントが本作の全米配給権を獲得したとの報道があった。10日、第39回トロント国際映画祭で本作の上映が行われた。2015年1月29日、本作のオフィシャル・トレイラーが公開された。2015年6月12日、本作は全米15館で限定公開され、公開初週末に2万841ドル（1館当たり1389ドル）を稼ぎ出し、週末興行収入ランキング初登場47位となった。

## 評価
本作に対する批評家の評価は平凡なものに留まっている。映画批評集積サイトのRotten Tomatoesには68件のレビューがあり、批評家支持率は43%、平均点は10点満点で5.68点となっている。サイト側による批評家の見解の要約は「原作小説は映画化が極めて難しい作品であるというのが定説だが、残念なことに、『ボヴァリー夫人』はその定説の正しさをまたしても証明してしまった。」となっている。また、Metacriticには19件のレビューがあり、加重平均値は52/100となっている。